# ویتالی لوکیانکو
ویتالی لوکیانکو (اوکراینی: Віталій Володимирович Лук'яненко؛ زادهٔ ۱۵ مهٔ ۱۹۷۸) ورزشکار دوگانه اهل اوکراین است.